# Jrebtovoye
Jrebtovoye (del ruso: Хребтовое) es un seló del ókrug urbano de Goriachi Kliuch del krai de Krasnodar, en las estribaciones noroccidentales del Cáucaso, en Rusia. Está situado en la orilla izquierda del río Kaverze, afluente del Psékups, que lo es del Kubán, 17 km al suroeste de Goriachi Kliuch, y 55 km al sur de Krasnodar. Tenía 11 habitantes en 2010.
Pertenece al municipio Bezymiannoye.

## Historia
La localidad fue fundada en 1874. Su nombre deriva del monte Jrebtovaya (649 m), al este de la localidad.

## Lugares de interés
Junto a Jrebtovoye se hallan las pintorescas cascadas del Kaverze.

## Economía y transporte
La principal actividad económica de la localidad es la producción de miel.
Por la localidad pasa la carretera federal M4 Don Moscú-Novorosíisk. En esta carretera se halla una estación de servicio de la empresa Tatneft.